# スネイル・メイル
スネイル・メイル（英語: Snail Mail）は、ギタリスト兼シンガーソングライターのリンジー・ジョーダン（英語: Lindsey Jordan、1999年6月16日 - ）によるアメリカ合衆国のソロプロジェクトである。  
リンジー・ジョーダンは2015年にバンドを組み、ライブでの曲の演奏を始めた、2016年にEP『Habit』をリリース 。スネイル・メイルのデビューアルバム『Lush』は、マタドール・レコードを通じて2018年6月8日にリリースされた。『Lush』は、Liberaアワードの2019年ブレイクスルーアーティスト/リリース部問と2019年ベストロックアルバム部門にノミネートされた。

## 略歴
リンジー・ジョーダンは、2015年に自身で録音したソロEP 『Sticki』をリリース、Snail Mailとしてバンドを組み、数回のライブを行った。その当時のバンドメンバーはベーシストがRyan Vieira、ドラマーはShawn Durhamであった。2016年に1回の短いDIYツアーを終えた後、ジョーダンはEP『Habit』をシスター・ポリゴン・レコードからリリースした。  Pitchforkは、このEPのオープニングトラック「Thinning」をBest New Trackシリーズに加えた。 
スネイル・メイルは、ベーシストのAlex BassとドラマーのRay Brownと共に、2017年に北米ツアーを行い、Priests、ガールプール、ワクサッチー、ビーチ・フォッシルズらのサポーティングアクトを務めた。ジョーダンは2017年9月にマタドール・レコードと契約、デビューアルバム『Lush』は2018年6月8日にリリースされた 。 Snail Mailは2018年初頭に最初のヘッドライナーツアーを行った。  2019年6月、Snail Mailは新しいEAゲーム「ザ・シムズ4」用に、 楽曲「Pristine」のシムズ語（ゲーム内の架空の言語）バージョンをリリースした。同月に、 マタドールレコードは 『Habit』のデジタル配信を開始、コートニー・ラブの「The 2nd Most Beautiful Girl in the World」をフィーチャーした。 

## 評価
スネイル・メイルは評論家から好意的な評価を得ている。 彼らの楽曲は、90年代のサウンドを彷彿とさせ、「彼らが生まれた90年代の音楽を再構築している」と評されている。彼らの楽曲は、 マイ・ブラッディ・ヴァレンタイン、ソニック・ユース、エリオット・スミス、Liz Phair 、 キャット・パワー 、 クランベリーズ 、 ペイヴメント 、 ヴェルヴェット・アンダーグラウンド、パラモア、フィオナ・アップルなどの影響を受けているとされる 。PitchforkはSnail Mailの歌詞を「エモーショナルで賢く、音楽的にもクリアで、かつてのインディー・ロックのサウンドと未来のサウンドを網羅している。」と評した。ローリング・ストーン誌は、Snail Mailのデビューアルバム『Lush』を星3.5と評価し、リンジージョーダンと彼女の作品の可能性を「インディーロックの天才の作品」と評した。  

## 伴奏メンバー
現在のメンバー
- リンジー・ジョーダン（Lindsey Jordan） - ボーカル、ギター
- アレックス・ベース（Alex Bass） - ベース
- レイ・ブラウン（Ray Brown） - ドラム
- マデリン・マコーマック（Madeline McCormack） - ギター・キーボード

過去のメンバー
- ライアン・ヴィエイラ（Ryan Vieira） - ベース
- ショーン・ダーラム（Shawn Durham） - ドラム
- ダニエル・ブトコ（Daniel Butko） — ギター
- ケルトン・ヤング（Kelton Young） — ギター
- イアン・エイランベコフ（Ian Eylanbekov） — ギター

## ディスコグラフィー
アルバム
- Lush（2018）
- Valentine（2021）

EP
- Sticki (2015)
- Habit (2016)